# Kopiec (Góry Grybowskie)
Kopiec (870,5 m n.p.m.) – zalesiony szczyt w zachodniej części Beskidu Niskiego, w Górach Grybowskich. Jest jednym ze wzniesień leżących w paśmie Koziego Żebra i Czerszli. Administracyjnie leży tuż przy granicy gmin Kamionka Wielka oraz Łabowa.

## Topografia
Kopiec znajduje się w paśmie Koziego Żebra i Czerszli, pomiędzy Czerszlą (877 m n.p.m.) i Uboczem (819,2 m n.p.m.). Uznawany jest za jeden ze szczytów Gór Grybowskich.
Grzbietem Kopca przebiega granica między gminami Kamionka Wielka i Łabowa w powiecie nowosądeckim. Sam szczyt administracyjne znajduje się w gminie Kamionka Wielka. U podnóża góry leży miejscowość Kotów.
Góra liczy 870,5 m n.p.m. wysokości. Jest zalesiona, jej zbocza porastają lasy bukowo-świerkowe oraz świerkowo-jodłowe.
W kierunku zachodnim grzbiet Kopca prowadzi łagodnie w kierunku Czerszli. Południowe zbocza opadają stromo ku dolinie Kotowskiego Potoku i zabudowaniom Kotowa, północne z kolei – nieco łagodniej – do doliny potoku Roztoki. Na północny, od głównego grzbietu, odchodzi niewielkie, słabo zarysowane i niskie ramię, zakończone kulminacją Okrągłej (724 m n.p.m.). Od wschodu stoki obrywają się gwałtownie do wód Kotowskiego Potoku, natomiast na północnym wschodzie schodzą nieco łagodniej do bezimiennej przełęczy między Kopcem i Uboczem. Przez przełęcz tą przebiega bita droga, a w jej rejonie krzyżują się ponadto szlaki żółty (Nowy Sącz Jamnica – Gorlice) z niebieskim (Nowy Sącz – Krynica Zdrój).

## Turystyka
Na Kopiec prowadzi oznakowany żółty szlak turystyczny. W terenie istnieją również nieoznaczone ścieżki prowadzące na sam szczyt oraz w partie podszczytowe. Swój początek biorą w Kotowie.

### Szlaki turystyczne
Opracowano na podstawie materiałów źródłowych:
- Nowy Sącz Jamnica – Kozie Żebro (888 m n.p.m.) – Czerszla (877 m n.p.m.) – Kopiec (870,5 m n.p.m.) – Florynka – Wawrzka (– Ropa – Gorlice); szlak swój początek bierze w dzielnicy Nowego Sącza, Jamnicy, po czym prowadzi grzbietem pasma Koziego Żebra i Czerszli. W pobliżu miejscowości Florynka opuszcza ten łańcuch i biegnie do Wawrzki oraz Ropy. Następnie przebiega przez Bartnią Górę i przełęcz Zdżar, zmierzając do Gorlic.